# Карагонов, Илия
Илия Канев Карагонов (болг. Илия Кънев Карагонов; 22 июля 1925, Тыжа) — болгарский военный и поэт. Активист коммунистической партии и партизанского движения 1940-х. Участник заговора 1965 с целью свержения Тодора Живкова. Автор лирических стихов и политических исследований.

## Война и образование
Родился в крестьянской семье, учился в казанлыкской школе. В 18-летнем возрасте примкнул к коммунистическому партизанскому отряду. В 1944—1945 воевал в Венгрии в составе советских войск.
Военное образование получал в Университете имени Васила Левского и Академии Г. С. Раковски. В 1955 окончил Военную академию им. Ворошилова в Москве.
Служил в структурах военной разведки министерства обороны НРБ, сухопутных войск и ВМФ. По состоянию здоровья был переведён в преподаватели Академии Г. С. Раковски. Читал курсы оперативной разведки.

## Участник заговора
Илия Карагонов придерживался ортодоксально-коммунистических взглядов и не принимал даже ограниченной либерализации режима, которую проводил Тодор Живков. После смещения Никиты Хрущёва в 1964 сталинистски настроенные функционеры БКП и армейского командования составили заговор с целью устранения Живкова. Илия Карагонов примкнул к этому заговору.

Сейчас тысячи людей кричат на улицах «в отставку!» и никто не обращает на них вниманя. А тогда требование отставки партийного и государственного лидера могло стоить жизни… Первыми на это решились товарищи из Врачанского края — член ЦК БКП Иван Тодоров, партизанский псевдоним Горуня, Цоло Крыстев, полковник Иван Велчев и генерал Цвятко Анев, который поведёт бойцов… Я должен был подготовить группу офицеров из Военной академии, где преподавал. Чтобы вместе с товарищами из армии и МВД прийти на пленум ЦК Коммунистической партии, потребовать устранения Тодора Живкова и некоторых из его соратников по Политбюро и выбрать новое руководство, чтобы изменить политический курс, компрометировавший социализм.

Илия Карагонов

Заговор был раскрыт госбезопасностью, Тодоров-Горуня покончил с собой (Карагонов уверен, что был убит, но эта версия никак не подтверждена), остальные участники арестованы. Роль Карагонова в заговоре не была первостепенной, к суду он не привлекался, однако был подвергнут ряду санкций и взысканий, выселен из Софии и взят под наблюдение госбезопасности.

## Критик реформизма
После отстранения Живкова от власти 10 ноября 1989 Илия Карагонов, как и другие участиники заговора Горуни, был реабилитирован. Однако он резко критиковал реформистское руководство БСП за отказ от коммунистической идеологии и социал-демократизацию политики. В частности, он осуждал идеолога социал-демократизации Александра Лилова:

«Стратег» Лилов, мир его праху, сказал, что начинаем строить «демократический социализм». И что, у нас сейчас демократия? Ещё Платон и Аристотель предупреждали, что бесконтрольная демократия превращается в анархию. Каковы результаты на сегодняшний день? Более двух десятилетий тотального разграбления национального богатства, геноцида нашего народа и хаоса!

В августе 2000 в дом Илии Карагонова была брошена самодельная бомба (100 граммов в тротиловом эквиваленте). Преступники разысканы не были. Сам Карагонов посчитал это терактом политических противников.

## В литературе
Илия Карагонов — известный поэт, автор ряда произведений, член Союза независимых болгарских писателей. Опубликовал также историко-политическое исследование С вярата о партизанском движении.